# Rudolf Pöch

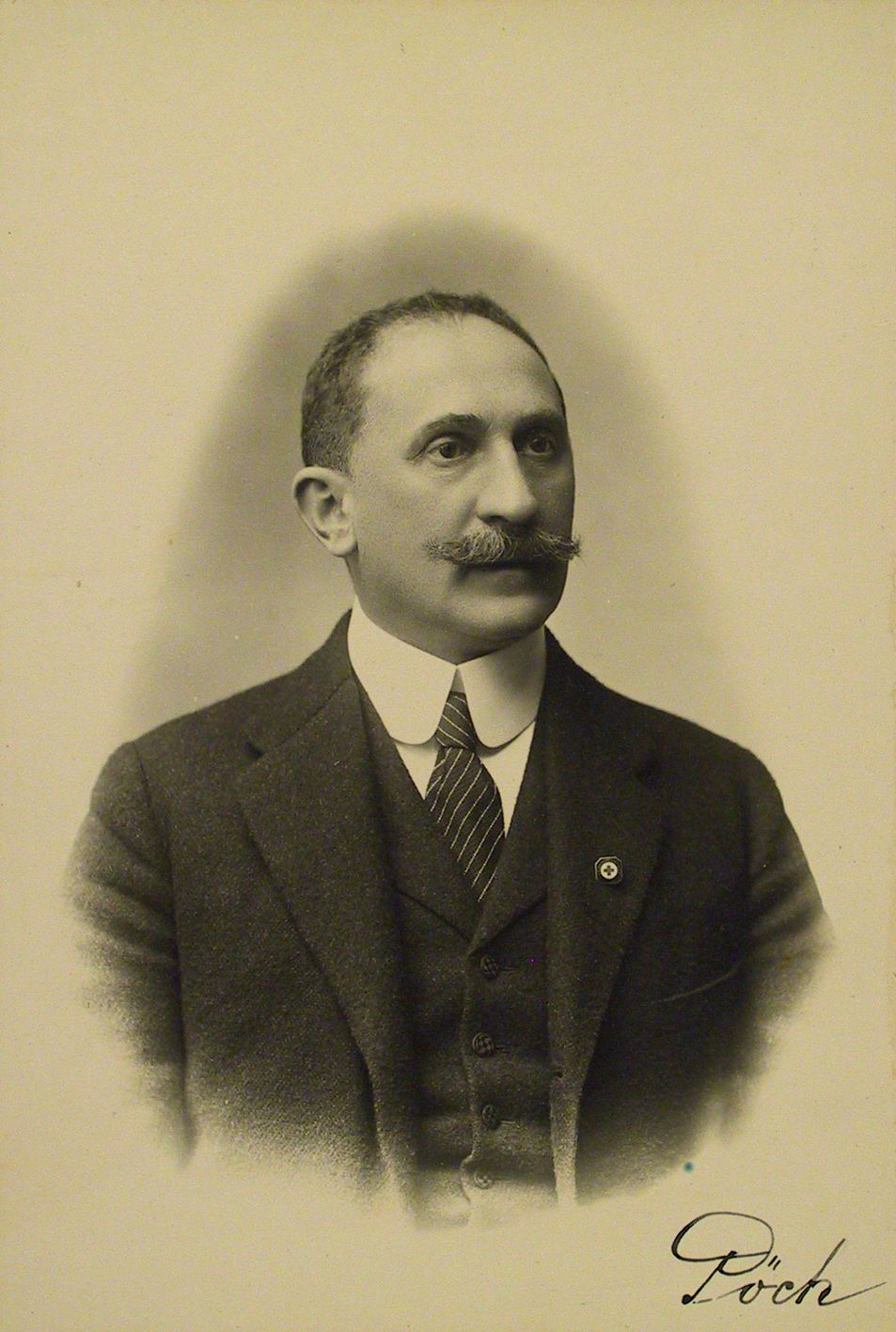
Rudolf Pöch

Rudolf Pöch (* 17. April 1870 in Tarnopol, Galizien, Österreich-Ungarn; † 4. März 1921 in Innsbruck) war ein österreichischer Mediziner, Ethnograph, Anthropologe, Forschungsreisender und Pionier der Fotografie, Kinematographie und Tondokumentation. Er gilt als Begründer des Institutes für Anthropologie und Ethnographie an der Universität Wien.

## Leben und Wirken
Rudolf (gelegentlich auch Rudolph geschrieben) Pöch machte das Abitur 1888 am Wiener Piaristengymnasium und studierte an der Universität Wien Medizin bis zum Dr. med. 1895, danach war er Assistenzarzt in Wien. Er gehörte zur Kommission unter Hermann Franz Müller, die 1896/97 die Pest im indischen Bombay untersuchte. Durch seinen Mut konnte er 1898 den Ausbruch der Lungenpest in Wien unterbinden. Danach studierte er 1900/1901 Anthropologie in Berlin bei Felix von Luschan.
Inspiriert durch seine Tätigkeit in der afrikanisch-ozeanischen Abteilung des Museums für Völkerkunde in Berlin unternahm Pöch zunächst 1902 eine Reise nach Westafrika zum Studium der Malaria und von 1904 bis 1906 eine Forschungsreise nach Neuguinea, wo ihm erstmals der wissenschaftliche Nachweis einer kleinwüchsigen ethnischen Gruppe auf der Insel gelang, sowie Australien. Bemerkenswert bei Pöchs Expedition ist vor allem seine technische Ausrüstung. So führte er eine schwere Plattenkamera und eine Filmkamera mit, mit der ihm cinematographische Aufnahmen der indigenen Bevölkerung Neuguineas gelangen, was für die damalige Zeit eine Sensation darstellte und Pöch zu einem Pionier des Dokumentarfilms machte. Daneben hatte er auch einen sogenannten Archivphonographen mit, mit dem er 72 Tonaufnahmen der überwiegend vokalen Musik Neuguineas in Papua-Sprachen und von Schlitztrommeln (Pidgin garamut, lokal ongar) aufnahm.
1907 bis 1909 führte ihn eine zweite große Forschungsreise nach Südafrika, wo er die Kultur der San studierte. 1910 habilitierte er sich mit einem Bericht über die Reise nach Neuguinea und wurde Assistent am Institut für Physiologie.
1913 wurde er außerordentlicher Professor für Anthropologie und Ethnographie an der Universität Wien, 1915 erwarb er an der Universität München den akademischen Grad Dr. phil. mit einer Schädelstudie über Neu-Süd-Wales, 1919 wurde er ordentlicher Professor am neu gegründeten Lehrstuhl für Anthropologie und Ethnographie. Sein Schwerpunkt lag auf der physischen Ethnographie. 1919 wurde er in die Österreichische Akademie der Wissenschaften berufen.
Im Ersten Weltkrieg wurde er als Militärarzt dienstverpflichtet. Sein Institut untersuchte vor allem russische Kriegsgefangene auf ihre morphologischen „Rassenmerkmale“.
1921 unerwartet verstorben, wurde er auf dem Wiener Zentralfriedhof in einem Ehrengrab beigesetzt, wo 1976 auch seine Ehefrau Hella Pöch (1893–1976) bestattet wurde. 1933 wurde Pöch ein Denkmal im Arkadenhof der Wiener Universität gesetzt.
Sein Nachfolger wurde 1924 der Rassenkundler Otto Reche. Diesem folgte 1929 Pöchs Schüler Josef Weninger für die Anthropologie.
Obwohl Pöchs anthropologische Interpretation der von ihm studierten ethnischen Gruppe der Kai auf Neuguinea und der südafrikanischen San – er sah in ihnen Überreste einer menschheitsgeschichtlichen älteren Population – sich mittlerweile als falsch herausstellte, verdankten die europäischen Museen und Wissenschaftler ihm, seiner Sammelleidenschaft und seinen genauen Aufzeichnungen wertvolle Erkenntnisse über die von ihm studierten Kulturen.
Pöchs Akquisitionsmethoden (er verfügte etwa über australische und melanesische Unterkiefer) werden jedoch aus heutiger Sicht kritisch gesehen. Bereits drei Mal wurden Teile der Pöch-Sammlung, die von der Österreichischen Akademie der Wissenschaften (ÖAW) und dem Naturhistorischen Museum in Wien verwaltet wird, zurückgegeben. In 31 Restitutionsfällen von Überresten indigener Australier im Jahr 2011 betrafen 30 Fälle die Sammlung Pöchs. 2012 wurden die Überreste von Klaas und Trooi Pienaar nach Südafrika überstellt, nachdem die Leichname 1909 trotz Protesten Angehöriger und unter Gewaltandrohung im Auftrag der ÖAW nach Wien gebracht wurden. Obwohl dieses Vorgehen in Südafrika illegal war und auch Polizeiuntersuchungen nach sich zog, wurden insgesamt 150 Leichen durch Pöchs Forscherteam zu Zwecken der „Rassenforschung“ nach Wien transportiert. Die Rückgabe der beiden erstgenannten Leichname war begleitet von einer offiziellen Entschuldigung der Republik Österreich und einem Staatsbegräbnis der Überreste in Südafrika im Jahr 2013.
Pöchs für die damalige Zeit revolutionäre technische Ausrüstung befindet sich heute im Naturhistorischen Museum, seine Tonaufnahmen im Wiener Phonogrammarchiv, seine Filmaufnahmen im Filmarchiv Austria.

## Ehrungen
Sein Ehrengrab befindet sich auf dem Wiener Zentralfriedhof (Gruppe 0, Reihe 1, Nummer 89). Im Jahr 1931 wurde in Wien-Penzing (14. Bezirk) die Rudolf-Pöch-Gasse nach ihm benannt.